# Кахеме, Хосе Мария

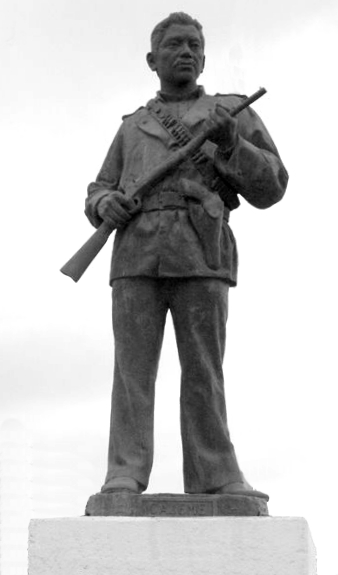
Памятник Кахеме в г. Сьюдад-Обрегон

Хосе Мария Бонифацио Лейва Перес, известный как Кахеме (дословно — «тот, кто не пьёт») (исп. Cajemé; 1835, Эрмосильо — 23 апреля 1887) — один из вождей индейцев яки, лидер восстания яки против правительства Мексики (1875—1887).

## Биография
В 1849 году вместе со своим отцом во время золотой лихорадки отправился в Калифорнию. Благодаря полученному от найденного золота богатству, он смог окончить престижное учебное заведение в Гуаймасе.
С 1854 года участвовал в вооружённых конфликтах в Мексике, в том числе в войне либералов за Реформу.
Участник войны мексиканского народа против иностранных интервентов, дослужился до звания капитана кавалерии. Сражаясь в мексиканской армии, разносторонне овладел военным искусством.
За преданную военную службу в 1872 году был назначен алькальдом района Яки. Власти этим назначением хотели усмирить мятежных индейцев яки, но вместо этого Кахеме объединил восемь индейских племён и, объявив, что не признаёт больше мексиканское правительство, в 1875 году возглавил борьбу яки за землю и национальную независимость. Яки под его руководством взялись за оружие и ушли в горы, где одерживали победы над всеми посылавшимися против них отрядами.
Благодаря своему многолетнему боевому опыту, он объединил все селения индейцев яки и первое время успешно сражался с мексиканской армией. Вооружённое противостояние сопровождалось зверствами с обеих сторон.
Попытки правительственных войск подавить движение долгое время заканчивалась неудачей. В конце концов, голод заставил повстанцев укрыться в укрёпленной горной крепости Буатачиве. В 1887 году мятежники были разгромлены мексиканской армией. И хотя Кахеме удалось бежать и скрыться в Гуаймасе, он в конце концов был выдан властям и расстрелян.

## Память
- В честь него назван муниципалитет Кахеме в мексиканском штате Сонора.